# Hemihoplis teres
Hemihoplis teres là một loài tò vò trong họ Ichneumonidae.